# Rob van Houten
Robert Nico (Rob) van Houten (Amsterdam, 17 juni 1939) is een Nederlands acteur, mimespeler en beeldend kunstenaar. Hij begon in de tweede helft jaren zestig met een mimeopleiding en klassiek ballet, waarna hij ging acteren bij het "Jeugdtheater Carrousel". Van 1966 tot 1982 was hij oprichter en artistiek leider van mime/theatergroep Funhouse, waar ook Feike Bosma deel van uitmaakte. Daarnaast bedacht hij samen met Dimitri Frenkel Frank het satirische VARA televisieprogramma De Nonsens en Treurnietshow, dat echter geen succes werd.
Het meest bekend bij het publiek werd hij in de jaren 1978-1986 in de televisieseries van de VPRO van Wim T. Schippers met de rol van Boy Bensdorp in Het is weer zo laat! en de daarop volgende series maar ook op de radio in Ronflonflon. In We zijn weer thuis in 1993 speelde hij de rol van Bert Stompelman. Naast deze series verleende hij ook zijn medewerking aan Sesamstraat en speelde hij gastrollen in televisieseries als Zeg 'ns Aaa  en in In voor en tegenspoed en in het satirische programma Verona. 
In de jaren 2010 trad hij op als mimespeler op scholen voor middelbaar onderwijs. Ook was zijn stem regelmatig te horen op radio en televisie in reclamespotjes.